# Morse (Buenos Aires)

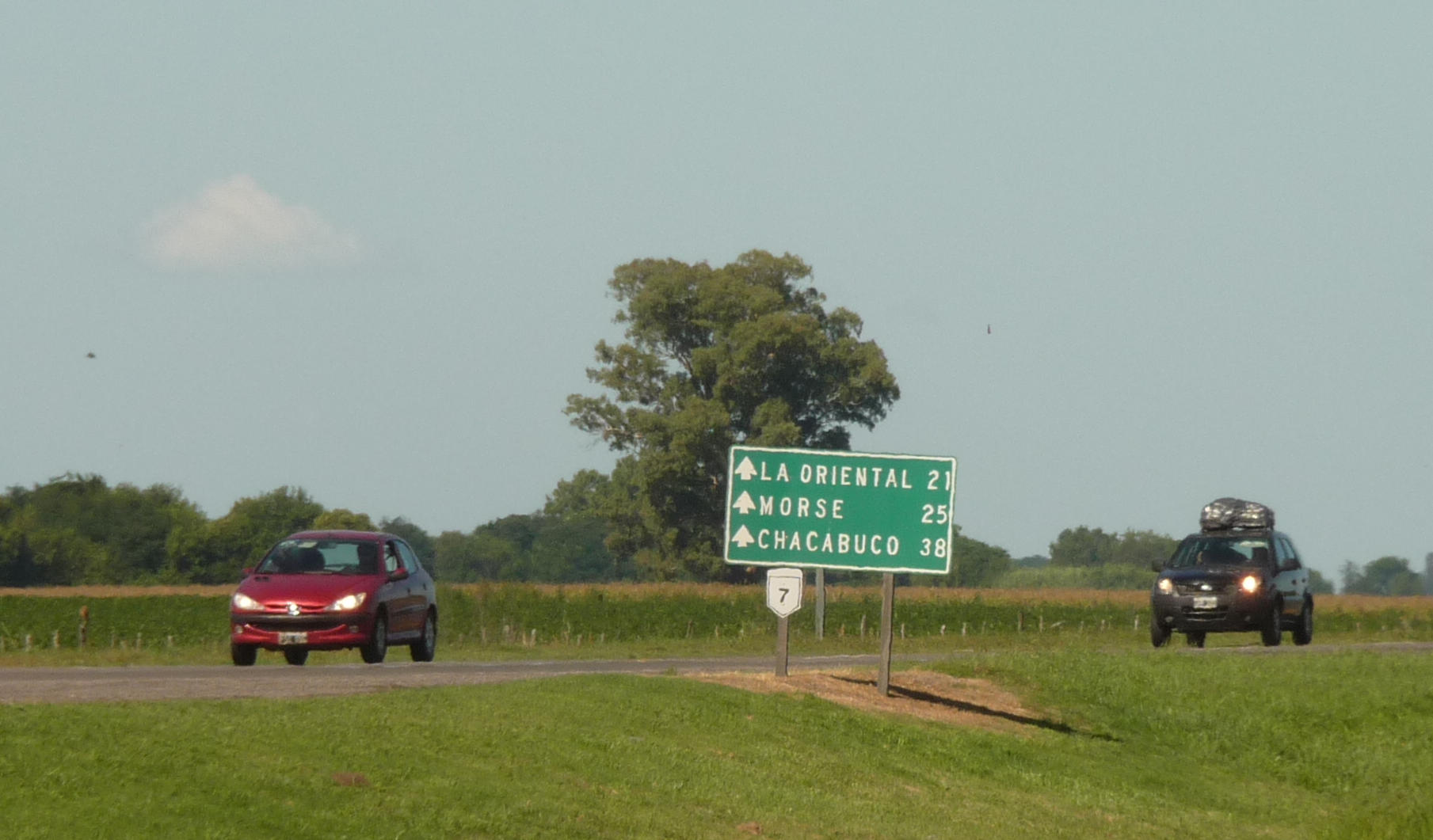
Imagen de la Ruta Nacional N° 7 sobre la que se encuentra el cartel indicando la ubicación de la localidad de Morse.

Morse es una localidad del norte de la provincia de Buenos Aires situada en el partido de Junín, Argentina. Es la segunda localidad más poblada del partido.

## Toponimia
La empresa de ferrocarril le colocó el nombre de Morse en homenaje a Samuel Morse, inventor de las telecomunicaciones modernas.

## Población
Según el censo de 2010 Morse contaba con 553 personas. A 2020 se calcula que tiene unos 2500 habitantes.

## Historia
La localidad de Morse se encuentra ubicada sobre el Ramal Chacabuco - Mayor José Orellano del Ferrocarril General San Martín.
En 1860 se produce el primer poblamiento rural en la zona, y en la próxima década se adquieren los primeros lotes.
El 29 de septiembre de 1905 se autoriza la construcción de nuevos ramales del ferrocarril. El 8 de enero de 1908 se firman las escrituras de ventas de tierras y el 17 de enero de 1909 la estación ferroviaria comienza su funcionamiento.
El Dr. José Bártiz (hacendado español) donó tierras para la construcción de la estación en el kilómetro 251 del entonces Ferrocarril Buenos Aires al Pacífico, y a la municipalidad,12 hectáreas para edificios y espacios públicos.
La Estación Morse fue inaugurada en 1910. Entre los primeros pobladores que llegaron al lugar se menciona a Francisco Artigas y Ernesto Ferrari y las familias Farías Toledo y Martínez Viademonte.
Durante varios años el ferrocarril fue el único medio de locomoción. Posteriormente se inauguraron servicios de autos y galeras (1925) y una empresa de transporte de colectivos (1937).
Otros acontecimientos locales que señalaron la evolución de la localidad fueron el almacén de Emilio Amores y Cía (1912), el destacamento policial en el año 1915, el Club "Amantes del Progreso" (1918), el Club "Atlanta" (1922), la instalación de la primera línea telefónica en 1925, la fundación del Club "La Blanca" (1930), la sociedad de Fomento (1931), la Biblioteca Pública "Juan Bautista Alberdi" (1940) y el Club "Basket Ball" en 1945.
La Capilla Nuestra Señora de las Flores fue constituida sobre terrenos donados por los esposos José Bártiz y María Villafañe, e inaugurada en el año 1953. En el año 1970 se crea la escuela secundaria hoy llamada Carlos Saavedra Lamas.

### Destacamento Morse
En 2015 señalizaron el Destacamento Morse por su funcionamiento durante el terrorismo de Estado en Argentina en las décadas de 1970 y 1980. Dependiente de la policía de la provincia de Buenos Aires, integró un circuito represivo junto a otros centros clandestinos de detención de Junín, como la Comisaría 1ª, la Unidad Regional o la Unidad Penal N° 13. Este destacamento dependía a su vez del mando militar del Comando de Artillería 101 que coordinó la represión ilegal en varios partidos, entre ellos Junín. También en 2015 se condenó a siete de sus principales responsables.

## Características
Morse constituye una localidad netamente agropecuaria. Su estructura educativa está conformada por el Jardín de Infantes N.º 903, la Escuela Primaria N.º 20 "Bartolomé Mitre", fundada en el año 1912, y la Escuela de Educación Media N.º 2. También funcionan firmas comerciales en varios rubros, y desde el año 1960 se cuenta con el notable impulso de la Cooperativa Eléctrica Morse Limitada. Otro factor de progreso es la Sociedad de Fomento Cuna de Cosecheros, que en colaboración con la Delegación Municipal trabaja en la pavimentación de calles y se preocupa por toda iniciativa en pro del bien común.
Las actividades religiosas católicas tienen su epicentro en la Capilla Nuestra Señora de las Flores.
También se encuentra la Iglesia Evangélica Biblia Abierta.
La mayor parte de la actividad deportiva se lleva a cabo en dos instituciones bien representativas de la localidad: el Club Belgrano y el Club Atlanta.

### Fiesta provincial del cosechero[3]
La Fiesta provincial del cosechero es organizada por el municipio de Junín, la delegación municipal de Morse, la Asociación Morse a toda Máquina y el Grupo de Amigos Cosecheros. Tiene una duración de tres días y se lleva a cabo en las últimas semanas de septiembre o primeras de octubre de cada año.
Durante los festejos se realizan actividades recreativas y culturales para rendir homenaje a los cosecheros de la provincia de Buenos Aires.

## Personajes notables
- Alejandro Dolina, escritor, músico y conductor del ciclo radial La venganza será terrible.